# Débora Falabella
Débora Lima Falabella (Belo Horizonte, 22 febbraio 1979) è un'attrice brasiliana.

## Biografia
È figlia dell'attore Rogério Falabella e della cantante Maria Olympia, nonché sorella dell'attrice Cynthia Falabella.
A dodici anni, Débora ha cominciato a fare teatro amatoriale a Belo Horizonte. Ha frequentato un corso di laurea in Pubblicità, salvo abbandonarlo dopo un anno e mezzo di frequenza.
Ha iniziato la propria carriera nella soap opera di Rede Globo, Malhação, nel ruolo di Antonia. Ha interpretato poi telenovelas prodotte dalla Globo come Um Anjo Caiu do Céu, O clone e Senhora do Destino.
Ha inoltre lavorato in diversi film brasiliani come Cazuza - O Tempo Não Pára, Dois Perdidos numa Noite Suja e A Dona da História.
Nella miniserie JK ha interpretato il ruolo di Sarah Kubitschek, moglie del presidente brasiliano Juscelino Kubitschek.
Nel 2006 è stata scelta per un ruolo nella telenovela Sinhá Moça.
Nel 2007 è stata protagonista della telenovela Duas caras sostenendo il ruolo di Júlia de Queiroz Barreto, giovane regista innamorata di Evilásio Caó, un ragazzo nero dei bassifondi.

## Vita privata
Nel 2005 ha sposato il musicista Chuck Hipolitho, leader della band Forgotten Boys. Il loro matrimonio è durato 5 anni fino al 2010, quando si sono separati . Con l'ex marito ha avuto una figlia, Nina, nata il 9 maggio 2009.
Attualmente frequenta l'attore Daniel de Oliveira.
Calcisticamente è una tifosa del Cruzeiro.

## Filmografia

### Cinema
- Dois Perdidos numa Noite Suja (2002)
- Lisbela e o Prisioneiro (2003)
- Looney Tunes: Back in Action - Voce di Kate (2003)
- Cazuza - O Tempo Não Pára (2004)
- A Dona da História (2004)
- Primo Basílio (2007)
- Doce Amargo (2009)
- Il mio paese (2011)

### Televisione
- Malhação (1998)
- Mulher (1999)
- Chiquititas Brasil (2000)
- Um Anjo Caiu do Céu (2001)
- O clone (2001)
- Agora É que São Elas (2003)
- Casseta & Planeta, Urgente! (2003)
- Um Só Coração (2004)
- Senhora do Destino (2004)
- JK (2006)
- Sinhá Moça (2006)
- Sitcom.br (2006)
- Duas caras (2007)
- Episódio Especial (2008)
- Som & Fúria (2009)
- Escrito nas Estrelas (2010)
- Ti Ti Ti (2011)
- A Mulher Invisível (2011)
- Homens de Bem (2011)
- Avenida Brasil (2012)
- A Força do Querer (2017)
- Terra e Paixão (2023)

## Teatro
- O Amor e Outros Estranhos Rumores
- A Serpente
- White Nights
- O Continente Negro
- Flicts